# Ala-Hukkanen
Ala-Hukkanen är en sjö i Finland. Den ligger i kommunen Suomussalmi i landskapet Kajanaland, i den centrala delen av landet, 600 km norr om huvudstaden Helsingfors. Ala-Hukkanen ligger 238,7 meter över havet. Arean är 67,8 hektar och strandlinjen är 4,11 kilometer lång. Sjön  ingår i Ijo älvs huvudavrinningsområde. 